# Lijst van Leerdammers
Deze alfabetische lijst van Leerdammers geeft een overzicht van bekende personen die in de Utrechtse stad Leerdam zijn geboren, gedoopt of overleden.
- Ger Baris, politicus

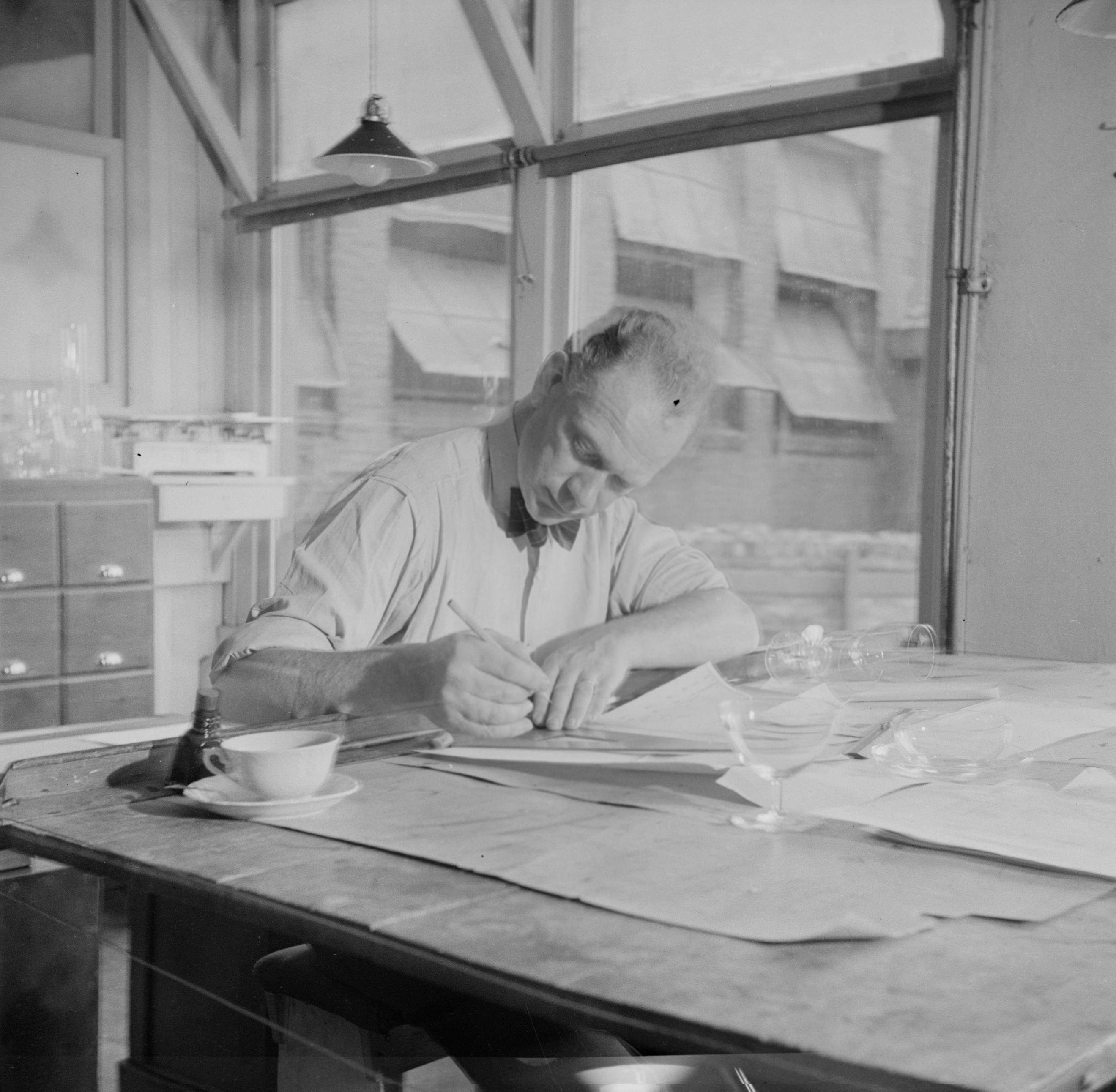
Glaskunstenaar Andries Copier

- Marinus Boezem (1934), beeldend kunstenaar
- Arno Brok (1968), Commissaris van de Koning in Friesland
- Marc Bijl (1970), beeldend kunstenaar
- Andries Copier (1901-1991), ontwerper, edelsmid, keramist, glaskunstenaar en vormgever
- Lernert Engelberts, dichter
- Gerrit Grijns, onderzoeker en co-ontdekker van vitamine B1
- Bernard Heesen, glaskunstenaar
- Willem Heesen, glaskunstenaar
- Abraham de Heusch, schilder en burgemeester
- Cornelis Pieter van den Hoek, verzetsstrijder tijdens de Tweede Wereldoorlog
- Leo den Hollander, burgemeester
- Jan van Houwelingen, politicus
- Jos Kool, journalist, publicist en dammer
- Ton de Kruyf, componist
- Bart Linssen, architect
- Pieter van Maaren, burgemeester
- Jan van Meeuwen, burgemeester van Asperen en Heukelum
- Lucio Messercola (1990), televisieproducent en regisseur
- Floris Meydam, industrieel ontwerper, vooral glaswerk en keramiek
- Matwé Middelkoop, tennisser

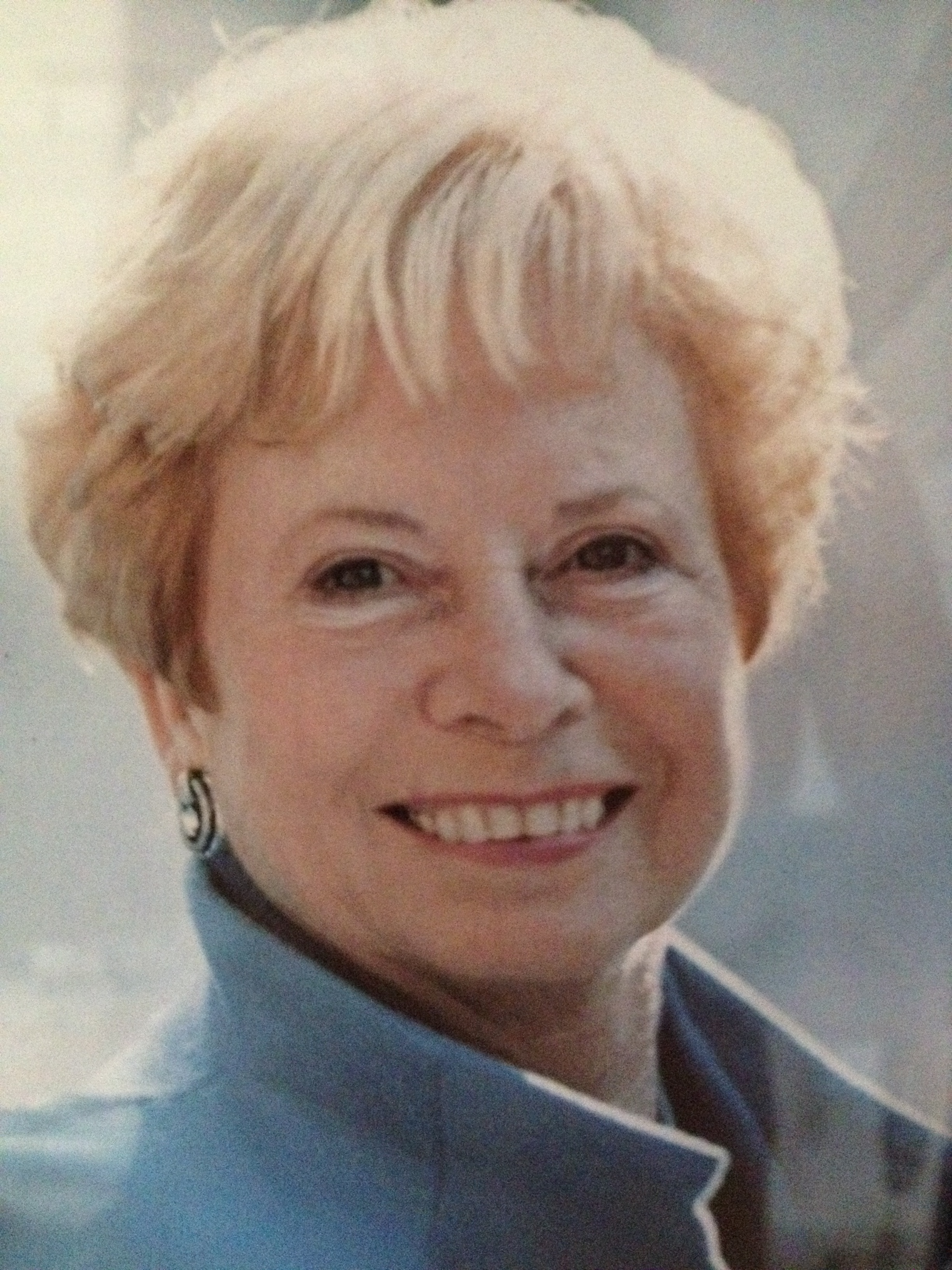
Politica Marry Visser-van Doorn

- Jan Floris Hendrik Carel van Nassau la Lecq, militair en politicus
- Lambert Willem Nijboer, ingenieur
- Henk Pellikaan, voetballer en ondernemer
- Florens Radewijns, leider van de Broeders van het Gemene Leven
- Manon van Rooijen, zwemster
- Bert van Santen, schilder, beeldhouwer, tekenaar, graficus en maker van kunstenaarsboeken
- Johan Daniel Saueressig, militair
- Hendrik Seret, politicus
- Albert Carel Snouckaert van Schauburg (1668-1748), militair
- Karen Soeters (1974), dierenbeschermer en bestuurder (PvdD)
- Arend Sprong, organist en dirigent
- Fleur Stoit, voetbalster
- Edward van de Vendel, schrijver
- Hennie Vink, kunstenares
- Marry Visser-van Doorn, politica
- Frederik Izaak van Voorthuijsen, burgemeester van Schoonhoven
- Jesse Wielinga, oud-voetballer
- Jan Willem IJzerman, ingenieur en politicus
- Tim Zweije, acteur

Alkmaar · 
Almelo ·
Almere · 
Alphen-Chaam · 
Alphen aan den Rijn ·
Amersfoort · 
Amstelveen · 
Amsterdam · 
Apeldoorn · 
Arnhem · 
Assen ·
Baarn · 
Bergen op Zoom · 
Bilthoven · 
Bolsward · 
Boxtel · 
Breda · 
Bredevoort · 
Brunssum · 
Bussum · 
Delft ·
Den Haag ·
Den Helder · 
Deurne · 
Deventer · 
Doetinchem ·
Dokkum · 
Dordrecht · 
Drachten · 
Ede · 
Eindhoven · 
Emmen · 
Enschede · 
Franeker · 
Geleen · 
Gouda · 
Groenlo ·
Groningen · 
Haarlem · 
Harlingen ·  
Heemstede · 
Heerenveen · 
Heerlen · 
Helmond · 
Hengelo · 
's-Hertogenbosch · 
Hilversum · 
Hoogeveen · 
Hoorn · 
Horst ·
Kampen · 
Kerkrade · 
Leerdam · 
Leeuwarden · 
Leiden · 
Lelystad · 
Maastricht · 
Meppel ·  
Middelburg  ·
Nijkerk · 
Nijmegen · 
Oldenzaal · 
Ommen · 
Oss · 
Rijswijk (Zuid-Holland) · 
Roosendaal · 
Rotterdam · 
Schiedam · 
Sittard · 
Sittard-Geleen · 
Sneek · 
Soest · 
Stadskanaal · 
Tegelen · 
Tiel · 
Tilburg · 
Urk · 
Utrecht · 
Veenendaal · 
Veghel · 
Venlo · 
Venray · 
Vlaardingen · 
Vlissingen · 
Wageningen · 
Warnsveld · 
Weert · 
Winschoten · 
Woerden · 
Zeist · 
Zierikzee · 
Zoetermeer · 
Zutphen · 
Zwolle